# Banksia pulchella
Banksia pulchella är en tvåhjärtbladig växtart som beskrevs av Robert Brown. Banksia pulchella ingår i släktet Banksia och familjen Proteaceae. Inga underarter finns listade i Catalogue of Life.